# Energieholz

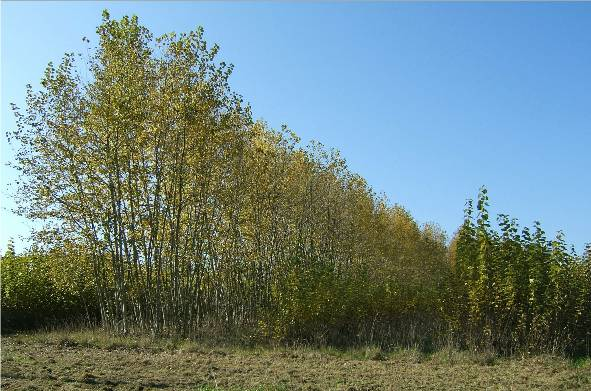
Kurzumtriebskultur aus Hybrid-Pappeln

Mit Energieholz wird Holz bezeichnet, das ausschließlich für die Energiegewinnung durch Verbrennung genutzt werden soll. Im Prinzip ist eine solche energetische Nutzung mit allem Holz möglich. In der Praxis gibt es jedoch zahlreiche höherwertige Verwendungsmöglichkeiten für Holz, welches dann stofflich genutzt wird, also durch die Verarbeitung in Sägewerken, Papierfabriken und in anderen produzierenden Betrieben der Holzwirtschaft. Deshalb werden nur minderwertige Holzsortimente aus dem Wald, in Kurzumtriebsplantagen oder Silvopastoralen Systemen als Energiepflanze herangezogenes Holz, Resthölzer aus der holzverarbeitenden Industrie, sowie Altholz als Energieholz behandelt.

## Verwendung
Das energetisch genutzte Holz kann in den Heizungen und Kaminen von Privathäusern verheizt werden. In diesem Falle wird in handliche Scheite zerkleinertes Brennholz benutzt, welches meist direkt aus dem Wald kommt, oder seit wenigen Jahren auch in Baumärkten erhältlich ist. Möglich ist jedoch auch eine vorherige Veredlung zu Hackschnitzel, Holzpellets oder Holzbriketts. Auch zur Herstellung von Holzkohle und Holzgas wird Energieholz eingesetzt.
In großem Maßstab wird jedoch Holz vor allem in der Industrie verfeuert. Das Erneuerbare-Energien-Gesetz fördert die Einspeisung von Strom, der bei der Verbrennung in Industriebetrieben erzeugt werden kann. Dabei spielt Schwarzlauge eine große Rolle. Diese besteht zum größten Teil aus dem bei der Zellstoffherstellung anfallenden Lignin, dem Stoff, der in Holz etwa der Hälfte der Trockenmasse ausmacht. Schwarzlauge wird in der Regel direkt in den entsprechenden Zellstoffwerken verheizt bzw. verstromt. Auch bei anderen holzverarbeitenden Betrieben wie Sägewerken fallen Resthölzer in bedeutendem Umfang an. Findet keine energetische Nutzung direkt in den Betrieben statt, so werden diese Resthölzer meistens an Heiz- oder Elektrizitätswerke verkauft, die bei entsprechender technischer Ausstattung dieses Holz beifeuern können, oder welche ausschließlich biologische Energieträger verwenden.
Die Verwendung von Gebrauchtholz (gebrauchte Möbel, Bauholz, Transportverpackungen und ähnlichem) ist problematisch, da dieses durch Fremd- und Störstoffe verunreinigt sein kann und bei der energetischen Nutzung unbekannte Schadstoffe freigesetzt würden. Vorteilhafter ist die Verwendung von naturbelassenem Holz, welches nicht nur aus der Forstwirtschaft und als Resthölzer aus holzverarbeitenden Betrieben, sondern auch bei der Landschafts- und Obstbaumpflege anfällt. Die energetische Nutzung von wenig belastetem Altholz ist jedoch unter Auflagen möglich. Stark belastetes Material muss dagegen deponiert werden.

## Bedeutung
In globalem Maßstab ist Holz nach wie vor einer der wichtigsten Energieträger. In vielen Ländern wird im ländlichen Raum noch vorwiegend mit Holz geheizt und gekocht. Der große Bedarf an Energieholz führte unter anderem auch zur Holzknappheit zum Ende des 18. Jahrhunderts in Mitteleuropa, eine Konsequenz war die Substitution von Holz durch fossile Energieträger im 19. und 20. Jahrhundert.
Heute steigt die Bedeutung von Holz in dieser Hinsicht wieder an. Für die Forstwirtschaft ergeben sich wichtige Chancen zur Absatzsteigerung, insbesondere von schwer vermarktbaren schwachen Sortimenten. Die erhöhte Nachfrage nach Brennholz trägt seit den letzten Jahren entscheidend dazu bei, die wirtschaftliche Situation vieler Forstbetriebe, auch landeseigener und kommunaler, zu verbessern.
Ein wichtiger Vorteil von Holz bzw. Bioenergie allgemein ist die Grundlasttauglichkeit: Während bei anderen erneuerbaren Energien mit starken Schwankungen in der Erzeugung zu rechnen ist, beispielsweise bei Windenergie, kann Holz ein Mindestmaß an verfügbarer Energie zu jedem Zeitpunkt gewährleisten. Es ist daher ein wichtiger Bestandteil des Energiemixes. Jedoch sind durch die Knappheit der Ressource Holz dem Wachstum dieses Sektors natürliche Grenzen gesetzt.
Trotz laufend steigender Waldfläche von derzeit 32 % der Staatsfläche und europaweit größten absoluten Holzvorrates beträgt der Anteil von Holz an der Gesamtenergieerzeugung in Deutschland nur etwa 3 %. Andererseits gibt es in Europa auch waldreiche Länder wie Schweden oder Finnland, für die die Entwicklung des Holzenergiesektors eine relativ große Bedeutung hat. In Europa hat Lettland den höchsten Anteil von Holz an der Gesamtenergieerzeugung (35 %).